# Anita Pallenberg
Anita Pallenberg (Roma ou Hamburgo, 6 de abril de 1942 – Chichester, 13 de junho de 2017) foi uma atriz, modelo, produtora cultural e designer de moda alemã e italiana, famosa nos anos 1960 e 1970. Conhecida como a musa dos Rolling Stones, namorou Brian Jones, e teve uma longa relação, de 1967 a 1979, com Keith Richards, pai de seus dois filhos.

## Infância
Dependendo da fonte, Anita nasceu em 6 de abril de 1942, em Roma ou Hamburgo. Era filha de Arnold Pallenberg, um agente de viagens alemão trabalhando em Itália e Paula Wiederhold, uma secretária alemã. Anita morou parte de sua infância na casa de seu avô, mas logo no início de sua adolescência foi mandada para um colégio interno alemão para aprender o idioma. Tornou-se fluente em quatro línguas. Quando estudante, foi expulsa da escola por consumir bebidas alcoólicas e fumar. Antes de se estabelecer em Londres, viveu na Alemanha, Roma e também em Nova Iorque.

## Vida amorosa
Pallenberg é conhecida por seu envolvimento romântico com membros da banda inglesa Rolling Stones. Primeiro envolveu-se com Brian Jones, que conheceu em 1965 em Munique, onde ela estava trabalhando como modelo. A relação não era estável e em 1967, numa viagem a caminho de Tânger, Marrocos, Brian adoeceu, não podendo assim seguir viagem. Anita e Keith Richards, que viajava com eles, seguiram viagem e acabaram por se envolver. Pouco tempo depois, Brian chegou a Tânger e Anita e Keith Richards fugiram. Permaneceram num relacionamento até 1980, embora nunca se tenham casado. Havia rumores de que ela também teve um breve relacionamento com Mick Jagger, durante as filmagens de Performance. Em sua autobiografia, intitulada Life, Keith Richards afirma  que Anita e Jagger se relacionaram. No entanto, em 2007, Anita negou que tal tenha acontecido.

## Filhos
Anita Pallenberg e Keith Richards tiveram três filhos: Marlon (nascido em 10 de agosto de 1969), Angela (nascida em 17 de abril de 1972), e Tara (26 de março - 6 de junho de 1976) que morreu no berço, de pneumonia, 10 semanas após o nascimento.

## Filmografia
- Mord und Totschlag (A Degree of Murder, 1967)
- Candy (1968)
- Barbarella (1968)
- Dillinger Is Dead (Dillinger è morto, 1969)
- Michael Kohlhaas - Der Rebell (1969)
- Performance (1970)
- Umano non umano (1972)
- Berceau de cristal (1976)
- Love Is the Devil: Study for a Portrait of Francis Bacon (1998)
- Absolutely Fabulous IV - Episode IV "Donkey" (2001)
- Hideous Man (2002)
- Mister Lonely (2007)
- Go Go Tales (2007)
- Cheri (2009)
- Stones in Exile (2010)